# Olympische Sommerspiele 1960/Kanu – Zweier-Kajak 1000 m (Männer)
Die Wettkämpfe im Zweier-Kajak über 1000 Meter bei den Olympischen Sommerspielen 1960 wurde vom 26. bis 29. August auf dem Albaner See in der Nähe von Rom ausgetragen.
Aus den jeweils drei Vorläufen, Hoffnungsläufen und Halbfinals qualifizierten sich insgesamt 9 Boote für das Finale. Die Schweden Sven-Olov Sjödelius und Gert Fredriksson holten Gold. Für Gert Fredriksson war es der sechste und letzte Titel bei Olympischen Spielen.

## Ergebnisse

### Vorläufe
Die jeweils ersten drei Boote qualifizierten sich für die Halbfinals, die restlichen Boote für die Hoffnungsläufe.

#### Lauf 1
| Rang | Athleten                               | Nation           | Zeit        |
| ---- | -------------------------------------- | ---------------- | ----------- |
| 1    | Ruud Knuppe Antonius Geurts            | Niederlande      | 3:43,98 min |
| 2    | František Říha František Vršovský      | Tschechoslowakei | 3:45,49 min |
| 3    | Lorenzo Cantarello Antonio Rucco       | Italien          | 3:45,80 min |
| 4    | Henri Verbrugghe Germain Van der Moere | Belgien          | 3:46,42 min |
| 5    | Dennis Green Barry Stuart              | Australien       | 3:46,71 min |
| 6    | Vasilie Nicoară Mercurie Ivanov        | Rumänien         | 3:49,00 min |
| 7    | John Harris Basil Pratt                | Großbritannien   | 3:58,25 min |

#### Lauf 2
| Rang | Athleten                             | Nation             | Zeit        |
| ---- | ------------------------------------ | ------------------ | ----------- |
| 1    | Dieter Krause Wolfgang Lange         | Deutschland        | 3:37,87 min |
| 2    | György Mészáros András Szente        | Ungarn             | 3:38,28 min |
| 3    | Stefan Kapłaniak Władysław Zieliński | Polen              | 2:04,22 min |
| 4    | Mykolas Rudzinskas Iwan Holowatschow | Sowjetunion        | 3:39,98 min |
| 5    | Staniša Radmanović Radovan Božin     | Jugoslawien        | 3:47,85 min |
| 6    | Kenneth Wilson John Wolters          | Vereinigte Staaten | 3:49,96 min |
| 7    | Alan McCleery Louis Lukanovich       | Kanada             | 3:51,07 min |
| 8    | Arne Ervig Rolf Olsen                | Norwegen           | 3:52,93 min |

#### Lauf 3
| Rang | Athleten                             | Nation     | Zeit        |
| ---- | ------------------------------------ | ---------- | ----------- |
| 1    | Kaj Schmidt Vagn Schmidt             | Dänemark   | 3:45,04 min |
| 2    | Juan Feliz Joaquín Larroya           | Spanien    | 3:46,36 min |
| 3    | Gert Fredriksson Sven-Olov Sjödelius | Schweden   | 3:46,50 min |
| 4    | Rolf Åkerfelt Rainer Åkerfelt        | Finnland   | 3:48,36 min |
| 5    | Helmut Holzschuster Franz Wolf       | Österreich | 3:49,37 min |
| 6    | Iwan Simeonow Ljubomir Orescharow    | Bulgarien  | 3:49,88 min |
| 7    | Marcel Lentz Léon Klares             | Luxemburg  | 3:54,73 min |
| 8    | Hans Straub Robert Zika              | Schweiz    | 3:56,17 min |

### Hoffnungsläufe
Die drei besten Boote jedes Laufs erreichten das Halbfinale.

#### Lauf 1
| Rang | Athleten                               | Nation         | Zeit        |
| ---- | -------------------------------------- | -------------- | ----------- |
| 1    | Henri Verbrugghe Germain Van der Moere | Belgien        | 3:49,34 min |
| 2    | Staniša Radmanović Radovan Božin       | Jugoslawien    | 3:49,95 min |
| 3    | Arne Ervig Rolf Olsen                  | Norwegen       | 3:50,62 min |
| 4    | Iwan Simeonow Ljubomir Orescharow      | Bulgarien      | 3:53,27 min |
| 5    | John Harris Basil Pratt                | Großbritannien | 3:59,33 min |

#### Lauf 2
| Rang | Athleten                             | Nation      | Zeit        |
| ---- | ------------------------------------ | ----------- | ----------- |
| 1    | Mykolas Rudzinskas Iwan Holowatschow | Sowjetunion | 3:45,33 min |
| 2    | Vasilie Nicoară Mercurie Ivanov      | Rumänien    | 3:50,84 min |
| 3    | Helmut Holzschuster Franz Wolf       | Österreich  | 3:53,48 min |
| 4    | Alan McCleery Louis Lukanovich       | Kanada      | 3:58,34 min |
| 5    | Marcel Lentz Léon Klares             | Luxemburg   | 4:01,10 min |

#### Lauf 3
| Rang | Athleten                      | Nation             | Zeit        |
| ---- | ----------------------------- | ------------------ | ----------- |
| 1    | Dennis Green Barry Stuart     | Australien         | 3:51,24 min |
| 2    | Kenneth Wilson John Wolters   | Vereinigte Staaten | 3:52,15 min |
| 3    | Rolf Åkerfelt Rainer Åkerfelt | Finnland           | 3:52,28 min |
| 4    | Hans Straub Robert Zika       | Schweiz            | 3:55,58 min |

### Halbfinalläufe
Die drei besten Boote jedes Laufs erreichten das Finale.

#### Lauf 1
| Rang | Athleten                               | Nation      | Zeit        |
| ---- | -------------------------------------- | ----------- | ----------- |
| 1    | György Mészáros András Szente          | Ungarn      | 3:46,75 min |
| 2    | Gert Fredriksson Sven-Olov Sjödelius   | Schweden    | 3:47,64 min |
| 3    | Ruud Knuppe Antonius Geurts            | Niederlande | 3:48,58 min |
| 4    | Henri Verbrugghe Germain Van der Moere | Belgien     | 3:48,71 min |
| 5    | Vasilie Nicoară Mercurie Ivanov        | Rumänien    | 3:53,80 min |
| 6    | Rolf Åkerfelt Rainer Åkerfelt          | Finnland    | 3:53,80 min |

#### Lauf 2
| Rang | Athleten                             | Nation             | Zeit        |
| ---- | ------------------------------------ | ------------------ | ----------- |
| 1    | Mykolas Rudzinskas Iwan Holowatschow | Sowjetunion        | 3:46,87 min |
| 2    | Dieter Krause Wolfgang Lange         | Deutschland        | 3:49,52 min |
| 3    | Lorenzo Cantarello Antonio Rucco     | Italien            | 3:52,51 min |
| 4    | Arne Ervig Rolf Olsen                | Norwegen           | 3:53,98 min |
| 5    | Juan Feliz Joaquín Larroya           | Spanien            | 3:54,14 min |
| 6    | Kenneth Wilson John Wolters          | Vereinigte Staaten | 4:01,06 min |

#### Lauf 3
| Rang | Athleten                             | Nation           | Zeit        |
| ---- | ------------------------------------ | ---------------- | ----------- |
| 1    | Stefan Kapłaniak Władysław Zieliński | Polen            | 3:48,62 min |
| 2    | František Říha František Vršovský    | Tschechoslowakei | 3:50,40 min |
| 3    | Kaj Schmidt Vagn Schmidt             | Dänemark         | 3:51,65 min |
| 4    | Staniša Radmanović Radovan Božin     | Jugoslawien      | 3:52,20 min |
| 5    | Helmut Holzschuster Franz Wolf       | Österreich       | 3:54,46 min |
| 6    | Dennis Green Barry Stuart            | Australien       | 3:55,22 min |

### Finale
| Rang | Athleten                             | Nation           | Zeit        |
| ---- | ------------------------------------ | ---------------- | ----------- |
| 1    | Gert Fredriksson Sven-Olov Sjödelius | Schweden         | 3:34,73 min |
| 2    | György Mészáros András Szente        | Ungarn           | 3:34,91 min |
| 3    | Stefan Kapłaniak Władysław Zieliński | Polen            | 3:37,34 min |
| 4    | Mykolas Rudzinskas Iwan Holowatschow | Sowjetunion      | 3:37,48 min |
| 5    | Kaj Schmidt Vagn Schmidt             | Dänemark         | 3:39,06 min |
| 6    | František Říha František Vršovský    | Tschechoslowakei | 3:40,78 min |
| 7    | Ruud Knuppe Antonius Geurts          | Niederlande      | 3:41,01 min |
| 8    | Dieter Krause Wolfgang Lange         | Deutschland      | 3:41,64 min |
| 9    | Lorenzo Cantarello Antonio Rucco     | Italien          | 3:44,26 min |

## Weblink
- Ergebnisse